# Bhaktisiddhanta Sarasvati Thakura

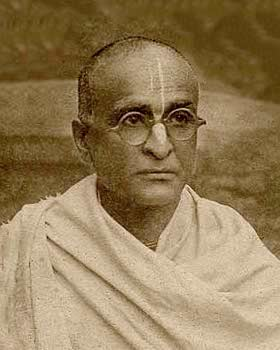
Bhaktisiddhanta Sarswati Thakura

Bhaktisiddhanta Sarswati Thakura (ur. 1874, zm. 1937) – hinduski duchowny i nauczyciel w tradycji gaudija wisznuizmu, astronom i astrolog wedyjski.

## Życie
Urodzony jako Bimal Prasad Dhutt w nadmorskim świętym mieście wisznuizmu – Puri w stanie Orisa w Indiach. Jego ojciec, uczony wisznuicki Kedarnath Dhutt, znany później jako Bhaktivinode Thakur jako pierwszy rozpoczął głoszenie filozofii i religii wisznuickiej w języku angielskim.
Bhaktisiddhanta Sarswati Thakur pogodził nauki i tradycję wisznuizmu z socjalnymi i technicznymi osiągnięciami XX wieku. Za najbardziej efektywny środek propagowania wisznuizmu uważał działalność wydawniczą i dlatego sam był autorem wielu tłumaczeń, komentarzy i esejów filozoficznych.

## Twórczość i tytuły naukowe
- W wieku 25 lat jako nauczyciel astronomii, tłumaczy na język bengalski starożytny tekst sanskrycki – Surja Siddhanta – w uznaniu wyróżniono go tytułem Siddhanta Saraswati. Zgodnie z instrukcjami swojego guru, Siddhanta Saraswati kontynuował misyjną pracę swojego ojca. Po przyjęciu sanyasy, wyrzeczonego porządku życia do jego imienia dodano tytuł Goswami Maharadża[1].
- Aby nauczać astronomii hinduskiej, opracowanej niezależnie od greckich oraz innych europejskich odkryć i obliczeń astronomicznych, w 1897 roku przy Manickola Street otworzył on Tol nazwany Saraswata Czatuspati. W tym okresie także redagował i wydawał dwa magazyny zatytułowane Dźjotirwid i Brihaspati (1996). Opublikował także kilka rozpraw naukowych na temat astronomii hinduskiej[2].
- W roku 1905 Siddhanta Saraswati przyjął święcenia od Gaurakiśora dasa Babadźiego, który chociaż był szanowanym świętym i wielbicielem Kryszny, był analfabetą.
- W młodości Bimal Prasad intensywnie się kształcił, by w wieku 22 lat zdobyć specjalizację w dziedzinie sanskrytu, matematyki i astronomii.
- Po śmierci Bhaktivinoda Thakura w 1914 roku, Siddhanta Saraswati przejął wydawanie czasopisma swojego ojca (Sagjana-tosani) i założył wydawnictwo Bhagwat Press, którego celem była publikacja literatury wisznuickiej.
- W roku 1918 Siddhanta Saraswati przyjął śluby sannjasy i przybrał imię Bhaktisiddhanta Sarasvati Goswami. Dla zwiększenia efektywności misyjnej w Indiach zorganizował Gaudija Math – sieć 64 świątyń i klasztorów. Gaudija Math zarządzane było z Majapur, miejsca narodzin Ćajtanji Mahaprabhu.

## Uczniowie
Spośród jego uczniów najbardziej znanymi są Bhaktivedanta Swami, założyciel Międzynarodowego Towarzystwa Świadomości Kryszny i Bhakti Rakśak Śridhar z Ćajtanja Saraswath Math w Nawadwip w Indiach.